# Astreptorhachis
Astreptorhachis is een geslacht van dissorofoïde temnospondyle Batrachomorpha (basale 'amfibieën') binnen de familie Dissorophidae uit het Laat-Carboon. 

## Beschrijving
Het is alleen bekend van de enige soort Astreptorhachis ohioensis, die in 1953 werd verzameld in Jefferson County door de Ohio Geological Survey en beschreven door Peter Vaughn in 1971. Het holotype en het enige bekende exemplaar bestaat uit een paar doornuitsteeksels en wordt momenteel bewaard in het Smithsonian Museum of Natural History. Het exemplaar werd herkend als vergelijkbaar met de dissorofoïde Platyhystrix rugosus uit het zuidwesten van de Verenigde Staten met sterk langwerpige doornuitsteeksels. Astreptorhachis onderscheidt zich van Platyhystrix door de fusie van opeenvolgende doornuitsteeksels en de uitgebreid ontwikkelde knobbeltjes die de buitenoppervlakken bedekken. Er wordt gespeculeerd dat de verlenging van de stekels diende om de ruggengraat te verstijven, wat gunstig was voor de voortbeweging op het land, maar het doel van de fusie van opeenvolgende stekels bleef onduidelijk bij afwezigheid van ander materiaal van dit taxon.